# Nicholas Mead
Nicholas Nick Mead, né le 12 mars 1995 à Strafford (en) en Pennsylvanie, est un rameur américain. Il est notamment champion olympique du quatre sans barreur en 2024. Auparavant, il a terminé deuxième aux Championnats du monde de huit en 2017 et deuxième aux Championnats du monde de quatre sans barreur en 2023.

## Biographie
Nick Mead est diplômé de l'Université de Princeton en 2017 en histoire.
Aux Championnats du monde juniors 2013, Mead termine septième avec le huit américain. Trois ans plus tard, il termine huitième aux Championnats du monde U23 2016.
Aux Championnats du monde 2017 à Sarasota, Mead remporte la médaille d'argent en huit, une seconde et demie derrière le huit allemand. L'année suivante, aux Championnats du monde 2018 à Plovdiv, Mead embarque dans le quatre sans barreur qui se classe treizième au classement général. En 2019 à Linz/Ottensheim, Mead rejoint le huit qui se classe cinquième, décrochant leur qualification pour les Jeux Olympiques de Tokyo.
Lors des Jeux olympiques de Tokyo qui ont eu lieu en 2021, la bateau est quatrième à 0,33 seconde des Britanniques.
En 2022, Mead participe au quatre sans barreur où les Américains finissent dixièmes aux Championnats du monde 2022. En 2023, Mead rame à nouveau dans le quatuor aux Championnats du monde à Belgrade : avec Justin Best, Michael Grady et Liam Corrigan, Nick Mead franchit la ligne d'arrivée à deux secondes des Britanniques, remportant la médaille d'argent. Un an plus tard, aux Jeux Olympiques de Paris, le même quatuor américain s'impose devant le bateau néo-zélandais et britannique. Il est désigné comme un des deux porte-drapeaux de la délégation américaine à la cérémonie de clôture.